# Tanorus veterator
Tanorus veterator är en nattsländeart som beskrevs av Schmid 1989. Tanorus veterator ingår i släktet Tanorus och familjen Hydrobiosidae. Inga underarter finns listade i Catalogue of Life.